# Wirbelrohr
Das Wirbelrohr, auch bekannt als Ranque-Hilsch-Wirbelrohr, ist eine Vorrichtung ohne bewegliche Teile, mit der sich Gas in einen heißen und einen kalten Strom aufteilen lässt.

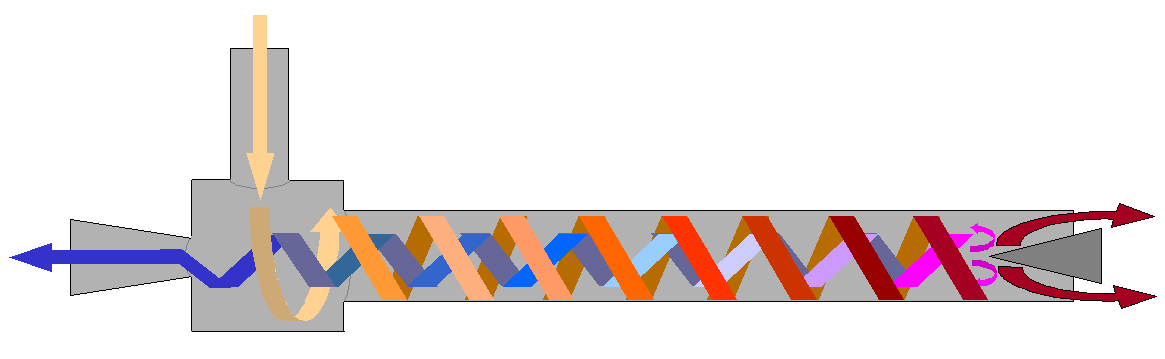
Das Funktionsprinzip

Georges J. Ranque entdeckte den Effekt 1928 und publizierte ihn 1933. Rudolf Hilsch lieferte 1946 die erste physikalische systematische Publikation basierend auf Ranques Entdeckung. Auf Grund der Verbesserungen an Ranques Konstruktion und der Wertigkeit seiner Arbeit wird der Wirbelrohr-Effekt heute als „Ranque-Hilsch-Wirbelrohreffekt“ bezeichnet.

## Aufbau und Betrieb
Unter Druck stehendes Gas (meist Luft) wird tangential in eine runde Wirbelkammer eingeblasen und dadurch in eine schnelle Rotation versetzt (über 1.000.000/min). Das Gas verlässt die Kammer durch unterschiedlich gestaltete axiale Luftauslässe:
- durch die enge Bohrung (im Bild links) tritt gekühlte Luft aus
- durch die gegenüberliegende Bohrung mit erheblich größerem Durchmesser tritt heiße Luft aus.

In technischen Anwendungen lassen sich Temperaturunterschiede von +20 °C bis −50 °C mit einer Druckluft von 6 bar erreichen, wobei der größere Teil des Luftstroms erwärmt wird.
Im Betrieb entsteht ein charakteristischer Pfeifton von etwa 3 kHz mit einer Lautstärke von etwa 120 dB.

## Funktion
In der Kammer treten sehr hohe Zentripetalkräfte auf, die allein aber die beobachtete Trennung in einen äußeren warmen und einen inneren kalten Strom nicht bewerkstelligen können. Gesichert ist, dass der sehr laute Pfeifton mittels noch nicht vollständig verstandener Prozesse notwendig ist, denn sobald dieser durch angekoppelte absorbierende Resonatoren gedämpft wird, verringert sich die Temperaturdifferenz auf nur wenige Kelvin.
Wirbelrohre haben einen im Vergleich zu herkömmlichen Kühlverfahren sehr niedrigen Wirkungsgrad, werden jedoch für preiswerte Punktkühlung verwendet, wenn Druckluft verfügbar und der Lärm tolerierbar ist. Kommerzielle Modelle für industrielle Anwendungen können ein Temperaturgefälle von etwa 45 Kelvin erzeugen.
Wird es zur Kühlung an einer Bohr- oder Drehmaschine zur Metallzerspanung verwendet, entfällt die sonst nötige Reinigung von anhaftendem flüssigem Kühlmittel.
Mit inkompressiblen Medien wie Flüssigkeiten funktioniert das Wirbelrohr nur stark eingeschränkt.